# Joaquim Molins López-Rodó
Joaquim Molins López-Rodó (1952) és un empresari i professor universitari català.
Fou degà de Ciències Polítiques de la Universitat Autònoma de Barcelona i és catedràtic emèrit de la mateixa universitat, on va fer de professor de Sistemes polítics comparats. És membre de la família Molins, nissaga catalana propietària de l'empresa Cementos Molins.
Políticament, l'any 1999 va demanar el vot per Rafael Ribó, d'Iniciativa per Catalunya. Entre el 2003 i 2006 fou diputat al parlament de Catalunya amb el Partit Popular.
El 2009, quan va morir Francisco Javier Molins Lopez Rodó, el seu germà, va entrar com a conseller a l'empresa familiar Cementos Molins.
Posteriorment s'ha mostrat molt contrari al procés independentista català, arribant a ser vicepresident de l'entitat unionista Empresaris de Catalunya. El 2019 es va mostrar favorable a la sentència del Judici al procés.
Està casat i té tres fills.

## Publicacions
- Elecciones y comportamiento electoral en la España multinivel ISBN 978-84-7476-416-1